# Попречно-пругасти мишић
Попречно-пругасто (скелетно) мишићно ткиво (лат. textus muscularis striatus) чини највећи део масе људског тела (око 40%). Оно изграђује мишиће трупа, горњих и доњих удова, лица, врата, језика, непца, ждрела, гркљана, дијафрагме, највећег дела једњака, мокраћне цеви, вагине итд. Ти мишићи су активни део локомоторног апарата и одговорни су за кретање, одржавање позиције тела, фиксирање зглобова, мимику, говор, гутање, дисање и друге виталне функције организма.
Скелетно мишићно ткиво је специјализовано за краткотрајне снажне контракције, а инервишу га моторна и сензорна влакна цереброспиналних живаца што значи да се налази под контролом воље (са изузетком једњака и дијафрагме). Скелетни мишићи су волонтарни мишићи под контролом соматског нервног система. Други типови мишића су срчани мишић који је такође пругаст и глатки мишић који није пругаст; оба ова типа мишићног ткива су класификована као неволонтарна, или под контролом су аутономног нервног система.
Скелетни мишић садржи више фасцикула - снопова мишићних влакана. Свако појединачно влакно и сваки мишић окружени су врстом везивног слоја фасције. Мишићна влакна се формирају фузијом развојних миобласта у процесу познатом као миогенеза што резултира дугим ћелијама са више језгара. У овим ћелијама језгра која се називају мионуклеуси налазе се дуж унутрашње стране ћелијске мембране. Мишићна влакна такође имају више митохондрија за задовољење енергетских потреба.
Мишићна влакна се састоје од миофибрила. Миофибриле се састоје од актинских и миозинских филамената званих миофиламенти, који се понављају у јединицама званим саркомери, који су основне функционалне, контрактилне јединице мишићног влакна неопходне за контракцију мишића. Мишићи се углавном покрећу оксидацијом масти и угљених хидрата, али се користе и анаеробне хемијске реакције, посебно брза влакна. Ове хемијске реакције производе молекуле аденозин трифосфата (ATP) који се користе за покретање кретања глава миозина.

## Грађа
Попречно-пругасте мишиће изграђују дугачке и релативно танке цилиндричне ћелије (лат. myocytus striatus), које се називају и мишићна влакна. Влакна су постављена паралелно и окружена су слојем растреситог везива, које се назива ендомизијум. Већи број влакана се удружује и формира сноп (лат. fasciculi), кога окружује омотач перимизијум. На крају, ови снопови формирају мишић и окружени су још једним омотачем изграђеним од густог везивног ткива, који носи назив епимизијум. Кроз ове омотаче пролазе крвни судови и живци, који се гранају и доспевају до сваког појединачног влакна.
Мишићне ћелије (миоцити) су дугачке од 1 mm до 12 cm, а имају промер 10-100 µm. На попречном пресеку су овалног или полигоналног облика. Код краћих мишића ћелије се пружају целом њиховом дужином, а код дугачких се прекидају и заривају у везивно ткиво.
У саркоплазми миоцита се налазе бројна овоидна једра, велики број органела и мишићна влаканца (лат. myiofibrillae), која заузимају највећи део волумена ћелије. Једна од главних микроскопских карактеристика ових мишића је испруганост у попречном правцу, што је последица структуре миофибрила у коме се смењују светле (изотропне) и тамне (анизотропне) пруге. Ту појаву је први приметио Левенхук 1685. године.
Миофибрил је посебно диференцирани, контрактилни део цитоплазме и то је основна функционална јединица мишићне ћелије. Има кончасту структуру и дијаметар 1-2 µm. Мишићна влаканца су постављена паралелно дужој осовини ћелије и показују тенденцију груписања у снопове, који се називају Конхајмова поља. У изградњи миофибрила учествује око 1500 миозинских (дебелих) и 3000 актинских (танких) филамената. То су велики полимеризовани протеински молекули.
Актински и миозински филаменти се једним делом преклапају и тако узрокују попречну испруганост. Светле пруге садрже само актинске филаменте и називају се И-пруге, јер су изотропне за поларизовану светлост. Тамне пруге садрже миозинске и крајеве актинских филамената. Оне се означавају као А-пруге, јер су анизотропне за поларизовану светлост. У средини тамне пруге налази се Х-пруга (Хенсенова мембрана) која садржи само дебеле филаменте. Крајеви актинских филамената су причвршћени за тзв. З-диск, а део миофибрила (односно читавог мишићног влакна) који се налази између два З-диска се назива саркомера.

## Подела
На основу хисто-хемијских и функционалних особина скелетни миоцити се деле на црвене, беле и интермедијерне ћелије.
Црвена или аеробна влакна садрже велику количину миоглобина и цитохрома, који им дају тамно-црвену боју и мноштво митохондрија. Она су богато васкуларизована и способна за релативно дуге и снажне, али споре контракције. Углавном се налазе у мишићима трупа.
Бела или анаеробна влакна садрже доста гликогена и гликолизних ензима. Она се контрахују брзо, али су подложна лаком замарању. Налазе се у спољашњим мишићима ока, бицепсу, трицепсу итд.
Интермедијерне мишићне ћелије се по својим особинама налазе између претходне две групе ћелија.
Сателитске мишићне ћелије припадају миобластима. То су мале пљоснате ћелије, које представљају матичну популацију скелетног мишића и омогућавају његову регенерацију. У случају дужевременске појачане мишићне активности, оне могу да постојећим ћелијама придодају нове миофибриле.

## Припоји
Сваки скелетни мишић има два основна припоја: полазиште (лат. origo) и хватиште (лат. insertio). Полазиште је припој који у току мишићне контракције остаје статичан, док хватиште мења свој положај.
На сваком мишићу се разликују меснати и тетивни део. Меснати део који се скраћује и задебљава носи назив трбух (лат. venter), а део уз полазиште се зове глава мишића (лат. caput). Тетива (лат. tendo) је везивни наставак помоћу кога се мишић најчешће припаја на кости, хрскавице, фасције и друге структуре.

## Облик
Попречно-пругасти мишићи се на основу свог облика и правца пружања влакана деле у неколико група:
- мишићи са паралелним влакнима (четвртасти, прави и вретенасти),
- мишићи са косим влакнима (троугласти и перасти),
- мишићи са спиралним влакнима,
- укрштени мишићи (који имају различит правац простирања влакана).[5]

## Васкуларизација
Артеријски судови улазе у скелетне мишиће кроз тзв. хилус, и то обично у комбинацији са венским судовима и нервима у склопу судовно-живчане петељке. Они се гранају у перимизијуму на мање артерије и артериоле, а на нивоу ендомизијума се расипају у капиларну мрежу. Код оних мишића који су стално активни, капилари су боље развијени.
Уобичајено је да мишићи добијају крв из неколико извора, а између различитих васкуларних подручја постоје везе (анастомозе) у виду артеријских лукова.

## Инервација
Попречно-пругасти мишић има моторну и сензорну инервацију. Моторни неурони узрокују контракцију, а сензорни учествују у регулацији степена и брзине контракције.
Моторна инервација се остварује преко нервних ћелија чија су тела смештена у предњим роговима кичмене мождине. Одатле полазе мијелизована влакна, која оживчавају различит број мишићних влакана (5-150). На месту споја са мишићем, нерви губе мијелински омотач, али су обложени слојем Шванових ћелија. Та формација се назива моторна плоча. Сва мишићна влакна инервисана појединачним нервним влакном називају се моторна јединица.
Сензорни неурони шаљу у централни нервни систем информације о дужини, степену истезања, затегнутости, брзини контракције мишића итд. Влакна ових нервних ћелија полазе од модификованих мишићних ћелија у перимизијуму, односно из специјализованих структура означених као мишићно вретено.

## Регенерација
Иако скелетни миоцити немају способност деобе, они имају донекле изражену моћ регенерације. У случају мањих повреда, обнављању мишића доприносе сателитске ћелије које пролиферишу и тако надокнађују изгубљене миофибриле. Ипак, ако се ради о већој повреди ствара се ожиљак од везивног ткива.